# Astley Paston Cooper

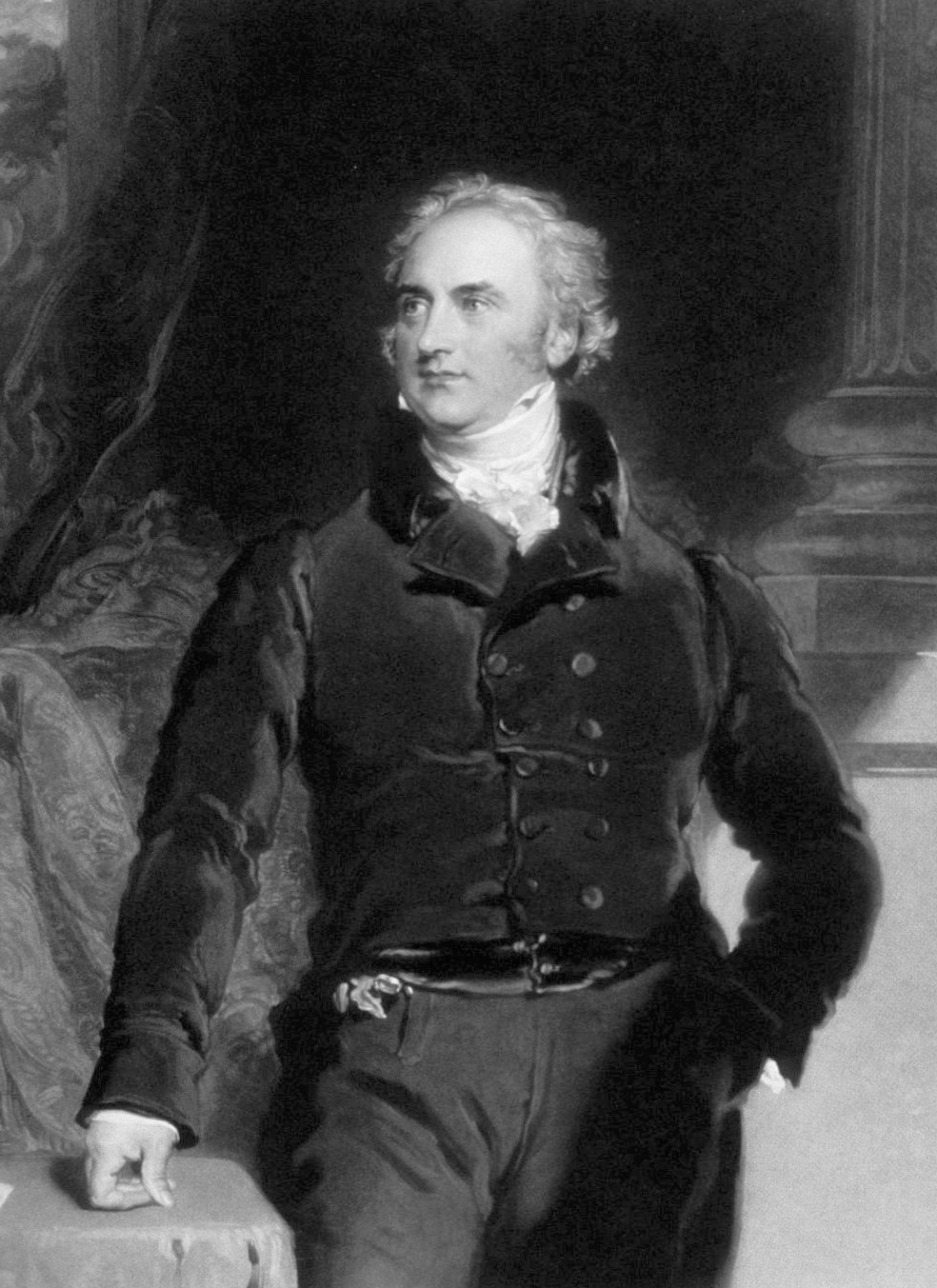
Astley Cooper

Astley Paston Cooper Bt (23 augustus 1768 - 12 februari 1841) was een Brits chirurg en anatoom. Gedurende zijn carrière leverde Cooper enorme bijdragen aan de KNO-heelkunde, vaatchirurgie en de anatomie en ziekteleer van melkklier en de testikel. Ook schreef hij baanbrekende werken over hernia.

## Biografie
Cooper werd in 1768 geboren in Brooke in Norfolk. Zijn vader, Samuel Cooper, was een geestelijke in de Anglicaanse Kerk, zijn moeder een schrijfster. Op zestienjarige leeftijd werd hij naar Londen gestuurd, om er onder de chirurg Henry Cline anatomie en chirurgie te studeren. Ook woonde hij lessen bij van de eminente chirurg John Hunter. Na vijf jaar studie mocht Cooper zelf practicum anatomie geven en vanaf 1791 doceerde hij chirurgie, samen met Cline.
In 1800 werd Cooper benoemd tot chirurg aan het Guy's Hospital en in 1802 werd hem de Copley Medal toegekend, de wetenschapsprijs van de Royal Society, de Britse academie van wetenschappen. Hij kreeg die onderscheiding voor lezingen over beschadigingen aan het trommelvlies. In 1805 werd hem het lidmaatschap van de Royal Society verleend en speelde Cooper een rol bij de oprichting van een chirurgisch genootschap. Zijn grote verhandelingen over hernia, in twee delen gepubliceerd in 1804 en 1807, droegen bij aan zijn groeiende reputatie als kundig anatoom en chirurg.
In 1813 werd hij benoemd tot professor in de vergelijkende anatomie en vier jaar later voerde hij een operatie uit die hem beroemd maakte. Daarbij bond hij de lichaamsslagader in de buikholte deels af, ter behandeling van een aneurysma. In 1820 verwijderde Cooper een atheroomcyste aan het hoofd van koning George IV. Ongeveer zes maanden daarna werd Cooper met een baronetschap geadeld. Daarop volgde een benoeming tot hofarts, waarbij hij niet alleen George IV behandelde, maar ook Willem IV. Cooper was voorzitter van het Royal College of Surgeons in 1827 en in 1836. In 1827 werd hij gekozen tot vicevoorzitter van de Royal Society en in 1821 tot buitenlands lid van de Kungliga Vetenskapsakademien, de Zweedse academie van wetenschappen. 
Astley Cooper overleed in Londen in 1841. Hij werd begraven in de crypte van de kapel van Thomas Guy, nabij Guy's Hospital. In de St Paul's Cathedral werd voor Cooper een standbeeld opgericht, in zijn woonplaats Hemel Hempstead werden straten en een school naar hem genoemd.

## Wetenschappelijk werk
Coopers bijdragen aan de medische kennis zijn legio. Hij is voornamelijk bekend vanwege zijn inzichten in de vaatchirurgie, in het bijzonder de vaatstelsels die de hersenen van bloed voorzien. Hij experimenteerde succesvol met het afbinden van bloedvaten ter behandeling van een aneurysma, eerst bij honden en daarna bij zijn patiënten. Zijn beschrijvende werk op het gebied van de anatomie leverde vele nieuwe inzichten op en een aantal structuren in het menselijk lichaam zijn naar hem genoemd, waaronder de ligamenten van Cooper, in de borsten.
Zijn belangrijkste publicaties waren:
- Anatomy and Surgical Treatment of Hernia (1804, 1807)
- Dislocations and Fractures (1822)
- Lectures on Surgery (1824–1827)
- Illustrations of Diseases of the Breast (1829)
- Anatomy of the Thymus Gland (1832)
- Anatomy of the Breast (1840)[3]